# Korea Północna na zimowych igrzyskach olimpijskich
Korea Północna wystartowała po raz pierwszy na  zimowych IO w 1964 roku na igrzyskach w Innsbrucku i od tamtej pory startowała jeszcze siedmiokrotnie, ostatni raz w 2010 roku w Vancouver.

## Klasyfikacja medalowa
| Igrzyska         | Złoto | Srebro | Brąz | Razem |
| ---------------- | ----- | ------ | ---- | ----- |
| 1964 Innsbruck   | 0     | 1      | 0    | 1     |
| 1972 Sapporo     | 0     | 0      | 0    | 0     |
| 1984 Sarajewo    | 0     | 0      | 0    | 0     |
| 1988 Calgary     | 0     | 0      | 0    | 0     |
| 1992 Albertville | 0     | 0      | 1    | 1     |
| 1998 Nagano      | 0     | 0      | 0    | 0     |
| 2006 Turyn       | 0     | 0      | 0    | 0     |
| 2010 Vancouver   | 0     | 0      | 0    | 0     |
| Razem            | 0     | 1      | 1    | 2     |

### Według dyscyplin
| Dyscyplina   | Złoto | Srebro | Brąz | Razem |
| ------------ | ----- | ------ | ---- | ----- |
| Łyż. szybkie | -     | 1      | -    | 1     |
| Short track  | -     | -      | 1    | 1     |
| Razem        | 0     | 1      | 1    | 2     |

Medaliści
Srebrny medal   1964 Innsbruck - Han Pil-hwa Łyżwiarstwo szybkie
Brązowy medal 1992 Albertville - Hwang Ok-sil Short track